# Servon (Seine-et-Marne)
Servon település Franciaországban, Seine-et-Marne megyében. Lakosainak száma 3430 fő (2022. január 1.). Servon Lésigny, Brie-Comte-Robert, Férolles-Attilly, Mandres-les-Roses, Périgny és Santeny községekkel határos.

## Népesség
A település népessége az elmúlt években az alábbi módon változott:
| Lakosok száma | 3138 | 3133 | 3296 | 3251 | 3269 | 3288 | 3308 | 3396 | 3430 |
|               | 2013 | 2015 | 2016 | 2017 | 2018 | 2019 | 2020 | 2021 | 2022 |